# Francis Damier
Pour les articles homonymes, voir Damier.
Francis Damier, né le 24 décembre 2001, est un judoka français.

## Carrière
Francis Damier est sacré champion d'Europe junior dans la catégorie des moins de 90 kg en 2020 à Poreč.
Aux Championnats du monde de judo 2021 à Budapest, il remporte la médaille d'argent par équipes.